# КамГЭС (микрорайон)
 КамГЭС  — микрорайон в Орджоникидзевском районе города Перми.

## География
Микрорайон находится недалеко от левого берега Камы, ограничен с запада улицей Первомайская, с юга ручьем Грязный, за которым лежат микрорайоны Молодёжный и Январский, с севера речкой Амбарная, за которой находится микрорайон Домостроительный, и с востока улицей Верхоянская.

## История
Поселок при одном из участков Камской ГЭС начал застраиваться не позже 1938 года. Со временем здесь появились своя школа (№ 44, позже переехала), кинотеатр «Луч» (ныне в руинированном состоянии), больница и магазины. В последние годы здесь появилось несколько современных многоквартирных домов. Наличие пустырей в западной части микрорайона и хорошая транспортная доступность в будущем, возможно, станет стимулом для дальнейшего жилищного строительства.

## Улицы
Осью микрорайона является улица Менжинского, параллельно ей проходит Таганрогская улица. С запада на восток улица Менжинского пересекается с поперечными улицами: Кавказской, Таймырской и Кутамышской.

## Транспорт
Через микрорайон проходят автобусные маршруты 24 и 48. По улице Первомайской, западной границе микрорайона, проходят автобусные маршруты 21, 22, 23, 32, 58, 73 и 77 (21 и 73 проезжают также по восточной границе микрорайона улице Верхоянской). У перекрестка улиц Первомайская и Менжинского находится железнодорожная остановочная платформа КамГЭС.

## Инфраструктура
На территории микрорайона находится стадион «Молния», городская больница № 6, автотранспортное предприятие. Ранее работал завод углекислоты.

## Образование
Действует школа № 153. При стадионе «Молния» работает спортивная школа олимпийского резерва «Звезда».

## Достопримечательности
Подвесной пешеходный мост через ручей Грязный от улицы Таганрогской. Городской пляж у платформы КамГЭС.